# Kirsten Simone
Kirsten Anne-Lise Simone (Copenaghen, 1º luglio 1934 – Copenaghen, 19 dicembre 2024) è stata una ballerina danese.

## Biografia
Figlia di un tecnico radiofonico e di una centralinista, Kirsten Simone nacque a Copenaghen nel 1934; anche suo fratello minore Flemming, di sei anni più giovane, divenne primo ballerino del Balletto Reale Danese e i due danzarono insieme in diverse occasioni.
Fu ammessa alla Scuola del Balletto Reale Danese nel 1945; qui affinò i suoi talenti seguendo il metodo Bournonville, ma grazie a Vera Volkova (maitresse de ballet a Copenaghen dal 1951) ricevette un'educazione completa sul modello della scuola del Balletto Imperiale, che le avrebbe permesso di affrontare con successo i grandi ruoli del repertorio classico. Nel 1952, subito dopo il diploma, fu scritturata dal Balletto Reale Danese, con cui esordì in Et Folkesagn accanto a Erik Bruhn. Nel 1960 ottenne un grande successo danzando come protagonista nella Carmen di Roland Petit e l'anno dopo fu promossa al rango di solodanserinde. Nel 1966 le fu concesso il titolo onorifico di første solodanserinde, precedentemente concesso a soli altri due membri della compagnia.
Henning Kronstam fu il suo partner regolare sulle scene, ma Erik Bruhn volle sempre danzare con lei durante le sue esibizioni al Teatro Reale. Nel 1958 Burhn la volle insieme a Kronstam nei ruoli da protagonisti nella sua Giselle, e danzò personalmente con lei in opere moderne come la Miss Julie di Birgit Cullberg (1958) e la Carmen di Petit (1960), ma anche ne La Sylphide e in un allestimento di Giselle dell'American Ballet Theatre (ABT) nel 1969.
Si fece anche notare da George Balanchine nel 1956, quando la malattia della moglie Tanaquil Le Clercq lo costrinse a rimanere a Copenaghen per mesi; qui le insegnò i ruoli principali dei suoi balletti  Serenade, Apollo, Symphony in C, The Four Temperaments e La Sonnambula, che lei avrebbe danzato in occasione dei rispettivi debutti nazionali. Danzò come prima ballerina ospite con compagnie internazionali quali il Balletto Bol'šoj, l'ABT e il London Festival Ballet. Nel 1958 danzò al Festival di Edimburgo in Secrets di John Cranko (insieme a Carla Fracci e Kronstam) e in un balletto di John Taras. Nel 1967 recitò nei panni della co-protagonista nel film televisivo della Disney Ballerina.
Dalla fine degli anni settanta si dedicò esclusivamente a ruoli da caratterista, facendosi apprezzare per le sue doti da mimo. Negli anni novanta fu influente nella formazione del giovane Aleksej Ratmanskij, che avrebbe creato un ruolo apposta per lei nel suo primo balletto, uno Schiaccianoci portato al debutto a Copenaghen nel 2001. Diede il suo addio definitivo alla compagnia solo nel 2006, all'età di settantasei anni, apparendo per l'ultima volta al Teatro Reale nel ruolo della nutrice nel Romeo e Giulietta di John Neumeier.
È morta nella natia Copenaghen nel 2024 all'età di novant'anni.